# Nikolaj Balbosjin
Nikolaj Balbosjin, född den 8 juni 1949 i Potsdam, Tyskland, är en sovjetisk brottare som tog OS-guld i tungviktsbrottning i den grekisk-romerska klassen 1976 i Montréal.